# Eresina fontainei
Eresina fontainei är en fjärilsart som beskrevs av Henry Stempffer 1956. Eresina fontainei ingår i släktet Eresina och familjen juvelvingar. Inga underarter finns listade i Catalogue of Life.